# Christen Christensen (Eiskunstläufer)
Christen Christensen (* 17. September 1904 in Oslo; † 2. Juni 1969 ebenda) war ein norwegischer Eiskunstläufer, der im Paarlauf startete.
Als Eiskunstläufer trat Christensen mit Randi Bakke im Paarlauf an. Zusammen wurden sie von 1929 bis 1936 achtmal in Folge norwegische Meister. Zweimal nahmen sie an Weltmeisterschaften teil. 1933 in Stockholm gewannen sie die Bronzemedaille hinter den Ungarn Emília Rotter und László Szollás und den Österreichern Idi Papez und Karl Zwack. Im Jahr darauf belegten sie in Helsinki den fünften Platz. Bei ihren einzigen Olympischen Spielen wurden Bakke und Christensen 1936 in Garmisch-Partenkirchen Fünfzehnte.
Christensen war von 1937 bis 1940 und von 1945 bis 1947 Mitglied des Eiskunstlaufkomitees des norwegischen Eislaufverbandes. Er arbeitete als Geschäftsmann und hatte ein Radiogeschäft in Oslo.

## Ergebnisse

### Paarlauf
(mit Randi Bakke)
| Wettbewerb / Jahr           | 1929 | 1930 | 1931 | 1932 | 1933 | 1934 | 1935 | 1936 |
| --------------------------- | ---- | ---- | ---- | ---- | ---- | ---- | ---- | ---- |
| Olympische Spiele           |      |      |      |      |      |      |      | 15.  |
| Weltmeisterschaften         |      |      |      |      | 3.   | 5.   |      |      |
| Norwegische Meisterschaften | 1.   | 1.   | 1.   | 1.   | 1.   | 1.   | 1.   | 1.   |